# 1-es busz (Győr)
A győri 1-es jelzésű autóbusz Gyirmót, Papréti út és Újváros, Nép utca között közlekedik. A járatot az Volánbusz üzemelteti.

## Közlekedése
Munkanapokon, csúcsidőn kívül óránként, csúcsidőben sűrűbben jár. Hétvégén óránként közlekedik. Betétjárata az 1A, ami rövidebb útvonalon Marcalvárosig közlekedik. A két járat menetrendje összehangolt.

## Útvonala
| Újváros, Nép utca, templom felé | Gyirmót, Papréti út felé |
| --- | --- |
| Gyirmót, Papréti út – Szent László út – Malom út – Aba Sámuel út – Királyszék út – – Mécs László utca – Illyés Gyula utca – Pápai út – Kálvária utca – Kert utca – – Kálvária utca – Lahner György utca – Bem tér – Zrínyi utca – Eszperantó út – Bartók Béla út – Hunyadi utca – Baross Gábor híd – Szent István út – Aradi vértanúk útja – Virágpiac tér – Zechmeister utca – Rába Kettős híd – Kossuth Lajos utca – Liget utca – Nép utca – Újváros, Nép utca, templom | Újváros, Nép utca, templom – Nép utca – Liget utca – Kossuth Lajos utca – Rába Kettős híd – Zechmeister utca – Jókai utca – Szent István út – Baross Gábor híd – Hunyadi utca – Zrínyi utca – Bem tér – Lahner György utca – Kálvária utca – – Kert utca – Kálvária utca – Pápai út – Illyés Gyula utca – Mécs László utca – – Királyszék út – Aba Sámuel út – Malom út – Szent László út – Gyirmót, Papréti út |

## Megállóhelyei
Az átszállási kapcsolatok között a Marcalváros és Újváros között közlekedő 1A busz nincs feltüntetve!
| 1 (Gyirmót, Papréti út – Újváros, Nép utca, templom) | 1 (Gyirmót, Papréti út – Újváros, Nép utca, templom) | 1 (Gyirmót, Papréti út – Újváros, Nép utca, templom)                   | 1 (Gyirmót, Papréti út – Újváros, Nép utca, templom) | 1 (Gyirmót, Papréti út – Újváros, Nép utca, templom) | 1 (Gyirmót, Papréti út – Újváros, Nép utca, templom) | 1 (Gyirmót, Papréti út – Újváros, Nép utca, templom) | 1 (Gyirmót, Papréti út – Újváros, Nép utca, templom) |
| Perc (↓)                                             | Perc (↓)                                             | Megállóhely                                                            | Perc (↑)                                             | Perc (↑)                                             | Átszállási kapcsolatok | Intézmények |                                                      |
| ---------------------------------------------------- | ---------------------------------------------------- | ---------------------------------------------------------------------- | ---------------------------------------------------- | ---------------------------------------------------- | --- | --- | ---------------------------------------------------- |
| 0                                                    | 0                                                    | Gyirmót, Papréti út végállomás                                         | 39                                                   | 34                                                   | 37 | Gyirmóti temető |                                                      |
| 2                                                    | 2                                                    | Gyirmót, központ                                                       | 37                                                   | 32                                                   | 37 | Szent László király templom, Posta |                                                      |
| 3                                                    | 3                                                    | Ménfői út                                                              | 36                                                   | 31                                                   | 37 | Malomsziget |                                                      |
| 4                                                    | 4                                                    | Sárkereki út                                                           | 35                                                   | 30                                                   | 37 | |                                                      |
| 5                                                    | 5                                                    | Tavirózsa utca (tanösvény)                                             | 34                                                   | 29                                                   | 37 | |                                                      |
| 7                                                    | 7                                                    | Aba Sámuel utca                                                        | 32                                                   | 28                                                   | 20Y, 22, 22B, 37 | |                                                      |
| 8                                                    | 8                                                    | Ménfőcsanak, Királyszék út                                             | 31                                                   | 26                                                   | 20Y, 21, 21B, 22, 22B, 22Y, 32, 34, 36, 37 személyvonat | Ménfőcsanak felső |                                                      |
| 10                                                   | 10                                                   | Decathlon áruház                                                       | 29                                                   | 24                                                   | 20Y, 21, 21B, 22, 22B, 22Y, 34, 37 | Decathlon Áruház, Reál Élelmiszer |                                                      |
| 11                                                   | 11                                                   | 83-as út, TESCO áruház                                                 | 28                                                   | 23                                                   | 20Y, 21, 21B, 22, 22B, 22Y, 32, 34, 36, 37 | TESCO Hipermarket, Family Center, XXXLutz, ALDI |                                                      |
| 13                                                   | 12                                                   | Győrújbaráti elágazás (Korábban: Pápai úti vámház)                     | 27                                                   | 22                                                   | 20Y, 21, 21B, 22, 22B, 22Y, 32, 34, 36, 37 | MÖBELIX, ALDI, Family Center |                                                      |
| 14                                                   | 13                                                   | Katód utca                                                             | 25                                                   | 21                                                   | 21, 21B, 22, 22B, 22Y | Apor Vilmos Katolikus Iskolaközpont |                                                      |
| 15                                                   | 14                                                   | Marcalváros, Kovács Margit utca                                        | 24                                                   | 20                                                   | 11, 11Y, 14, 14B, 21, 21B, 22, 22A, 22B, 22Y, 23, 24, 25, 26, 28, 42 | LIDL, TESCO, GYSZSZC Krúdy Gyula Gimnáziuma, Két Tanítási Nyelvű Középiskolája, Turisztikai és Vendéglátóipari Szakképző Iskolája, Arany János Általános Iskola |                                                      |
| 16                                                   | 15                                                   | Mécs László utca, aluljáró                                             | 23                                                   | 19                                                   | | |                                                      |
| 17                                                   | 16                                                   | Illyés Gyula utca, sporttelep                                          | 22                                                   | 18                                                   | | Pápai úti sporttelep, Örkény István utcai Bölcsőde, Sün Balázs Óvoda, Arany János Általános Iskola |                                                      |
| 19                                                   | 18                                                   | Sajó utca                                                              | 20                                                   | 16                                                   | | |                                                      |
| 20                                                   | 19                                                   | Kálvária utca, Kert utca (↓) Kert utca (↑)                             | 19                                                   | 15                                                   | | Nádorvárosi Szent Kamillus templom, Kálvária-kápolna |                                                      |
| 22                                                   | 20                                                   | Hold utca                                                              | 17                                                   | 14                                                   | | Nádor tér |                                                      |
| 23                                                   | 21                                                   | Kálvária utca, iskola                                                  | 15                                                   | 13                                                   | | Nádorvárosi Ének-zenei Általános Iskola, Posta, Vackor Óvoda, Szent Kamillus templom |                                                      |
| 25                                                   | 22                                                   | Bem tér, Baross Gábor iskola                                           | 13                                                   | 12                                                   | 2, 2B | Győri SZC Baross Gábor Két Tanítasi Nyelvű Közgazdasági és Ügyviteli Szakgimnáziuma, Bem tér, Leier City Center |                                                      |
| 26                                                   | 23                                                   | Eszperantó út, autóbusz-állomás (↓) Hunyadi utca, autóbusz-állomás (↑) | 12                                                   | 11                                                   | 2, 2B, 10, 27, 32, 34, 36 Távolsági járatok S10 G10 , IC, InterRégió, EC, EN, ER, gyorsvonat, expresszvonat, | Győr Helyközi autóbusz-állomás, Munkaügyi központ, ÉNYKK Zrt. forgalmi iroda, Leier City Center, Posta |                                                      |
| 27                                                   | 24                                                   | Bartók Béla út, munkaügyi központ                                      | ∫                                                    | ∫                                                    | 2, 2B, 6, 9, 19, 19A, 37 | Helyközi autóbusz-állomás, Munkaügyi központ, ÉNYKK Zrt. forgalmi iroda, Leier City Center |                                                      |
| 30                                                   | 26                                                   | Aradi vértanúk útja, szökőkút (↓) Honvéd liget (↑) Városközpont        | 10                                                   | 9                                                    | 2, 2B, 5, 5B, 5R, 6, 7, 8, 8B, 9, 9A, 11, 12, 12A, 14, 14B, 15, 15A, 17, 17B, 19, 19A, 21, 21B, 22, 22A, 22B, 22Y, 29, 30, 30A, 30B, 30Y, 31, 31A, 37, 38, 38A, CITY Távolsági járatok S10 G10 , IC, InterRégió, EC, EN, ER, gyorsvonat, expresszvonat, | Győr Városháza, 2-es posta, Honvéd liget, Révai Miklós Gimnázium, Földhivatal, Megyeháza, Győri Törvényszék, Büntetés-végrehajtási Intézet, Richter János Hangverseny- és Konferenciaterem, Vízügyi Igazgatóság, Zenés szökőkút, Bisinger József park, Kormányablak                     |                                                      |
| 32                                                   | 27                                                   | Zechmeister utca, Bécsi kapu tér (↓) Zechmeister utca, Rába-part (↑)   | 8                                                    | 8                                                    | 2B, 8, 8B, 9, 9A, 11, 14, 14B, 17, 17B, 19, 19A, 29, CITY | Virágpiac tér, Karmelita Rendház, Karmelita templom, Bécsi kapu tér, Víziszinpad, Arrabona Áruház |                                                      |
| 34                                                   | 29                                                   | Petőfi tér, zsinagóga                                                  | 6                                                    | 6                                                    | 8, 8B, 9, 11, 14, 14B, 29 | Zsinagóga, Kossuth Kollégium, Péterfy Sándor Evangélikus Gimnázium, Általános Iskola és Óvoda, Evangélikus öregtemplom, Kossuth Lajos Szakközépiskola, Református templom, Kossuth Lajos Általános Iskola, Petz Aladár Oktató Kórház Reumatológiai Osztály, Bercsényi liget, Petőfi tér |                                                      |
| 35                                                   | 30                                                   | Kossuth Lajos utca, Kispiac                                            | 5                                                    | 5                                                    | | Bercsényi liget, Szent Miklós püspök templom, Urunk színeváltozása templom |                                                      |
| 36                                                   | 31                                                   | Budai Nagy Antal utca                                                  | 4                                                    | 4                                                    | | |                                                      |
| 37                                                   | 32                                                   | Liget utca, Festő utca                                                 | 3                                                    | 3                                                    | | |                                                      |
| 38                                                   | 33                                                   | Liget utca, Nyár utca                                                  | 2                                                    | 2                                                    | 14, 14B | Újvárosi Művelődési Ház |                                                      |
| 39                                                   | 34                                                   | Somos utca                                                             | 1                                                    | 1                                                    | | Csipkebogyó Waldorf Óvoda |                                                      |
| 40                                                   | 35                                                   | Újváros, Nép utca, templom végállomás                                  | 0                                                    | 0                                                    | | Szent Erzsébet templom, Horgásztavak |                                                      |

1. 1 2  Csúcsidőszakon kívül a menetidő rövidebb.